# Indian Lake State Park (Michigan)
Der Indian Lake State Park ist ein State Park in Michigan und befindet sich am südlichen Ufer des Indian Lake etwa 6,5 km westlich von Manistique im Schoolcraft County.
Der Indian Lake ist der viertgrößte See auf der Oberen Halbinsel von Michigan.
In unmittelbarer Nähe befinden sich ebenfalls der Palms Book State Park, der Hiawatha National Forest sowie der Lake Superior State Forest. Alle diese Erholungsgebiete bieten zu jeder Jahreszeit diverse Möglichkeiten zum Zeitvertreib wie Jagen, Fischen, Kanusport, Wandern, Schneemobil, Langlauf oder einfach nur Beeren sammeln.
Der Park besteht aus zwei Bereichen die in etwa 5 km geteilt durch den Indian Lake auseinanderliegen. Campinganlagen in beiden Teilen sind ebenfalls verfügbar. Ein Badestrand wie auch Bootsrampen sind vorhanden.